# Kojtjärnen (Bodums socken, Ångermanland)
Kojtjärnen är en sjö i Strömsunds kommun i Ångermanland och ingår i Ångermanälvens huvudavrinningsområde.